# Duplicaria albozonata
Duplicaria albozonata é uma espécie de gastrópode do gênero Duplicaria, pertencente a família Terebridae.